# Resolutie 2338 Veiligheidsraad Verenigde Naties
Resolutie 2338 van de Veiligheidsraad van de Verenigde Naties werd op 26 januari 2017 unaniem aangenomen door de VN-Veiligheidsraad, en verlengde de VN-vredesmacht in Cyprus verder tot juli 2017. In december 2016 bestond deze inmiddels 52 jaar lopende vredesmacht uit 883 militairen en 67 agenten.

## Achtergrond
Nadat in 1964 geweld was uitgebroken tussen de Griekse en Turkse bevolkingsgroepen op Cyprus, stationeerden de VN de UNFICYP-vredesmacht op het eiland. Die macht wordt sindsdien om het half jaar verlengd. In 1974 bezette Turkije het noorden van Cyprus na een Griekse poging tot staatsgreep. Zo'n 1500 Grieks-Cyprioten en 500 Turks-Cyprioten uit het bezette gebied raakten toen vermist. Hun lichamen werden later teruggevonden in massagraven.
In 1983 werd dat noordelijke deel met Turkse steun van Cyprus afgescheurd. Midden 1990 begon het toetredingsproces van (Grieks-)Cyprus tot de Europese Unie, maar de EU erkent de Turkse Republiek Noord-Cyprus niet. In 2008 werd overeengekomen om een federale overheid met één internationale identiteit op te richten, naast twee gelijkwaardige deelstaten.

## Inhoud
Op 14 september 2016 hadden de leiders van het Griekse en Turkse deel van Cyprus, Nicos Anastasiades en Mustafa Akıncı, in een gezamenlijke verklaring herhaald er alles aan te zullen doen om tot een allesomvattend akkoord te komen. Zestien maanden na hun vorige verklaring was belangrijke voortgang geboekt inzake bestuur, het delen van de macht, economie, de EU en eigendomsrecht. Voor wat betreft veiligheid, garanties en de verdeling van het grondgebied bleef het water tussen de twee diep.
Het Garantieverdrag uit 1960 gaf Griekenland, Turkije en het Verenigd Koninkrijk het recht om te interveniëren in Cyprus. Op basis van deze clausule viel Turkije in 1974 Cyprus binnen en bezette een derde ervan. Het land had er nog steeds 35 000 troepen. Turkije en de Turks-Cyprioten wilden deze garanties en de troepenmacht ook na een eventuele hereniging in stand houden, terwijl Griekenland en de Grieks-Cyprioten ze weg wilden hebben.
De Veiligheidsraad verwelkomde de geboekte vooruitgang. Men vroeg ook opnieuw om vertrouwensmaatregelen uit te voeren, zoals het openen van meer grensovergangen. Beide partijen werd ook verzocht beter mee te werken aan de opgraving en identificatie van vermiste personen, en de ontmijning van de VN-Bufferzone. De Turkse zijde werd wederom gevraagd het militaire status quo in Strovilia te herstellen. Het mandaat van de UNFICYP-vredesmacht werd verlengd tot 31 juli 2017.
Lijst ·  2337 ·  2338 ·  2339 ·  2340 ·  2341 ·  2342 ·  2343 ·  2344 ·  2345 ·  2346 ·  2347 ·  2348 ·  2349 ·  2350 ·  2351 ·  2352 ·  2353 ·  2354 ·  2355 ·  2356 ·  2357 ·  2358 ·  2359 ·  2360 ·  2361 ·  2362 ·  2363 ·  2364 ·  2365 ·  2366 ·  2367 ·  2368 ·  2369 ·  2370 ·  2371 ·  2372 ·  2373 ·  2374 ·  2375 ·  2376 ·  2377 ·  2378 ·  2379 ·  2380 ·  2381 ·  2382 ·  2383 ·  2384 ·  2385 ·  2386 ·  2387 ·  2388 ·  2389 ·  2390 ·  2391 ·  2392 ·  2393 ·  2394 ·  2395 ·  2396 ·  2397